# Río Seille (Saona)
El Seille (pronunciación en francés: /sɛj/) es un río que se origina en las montañas del Jura en Francia. Es un afluente por la izquierda del Saona, uniéndose a él en el municipio de La Truchère, en Saona y Loira. Tiene 100,5 km de largo.
El río nace en la reculée (valle ciego) de Ladoye-sur-Seille, a unos 8 km al sur de Poligny. Se le une el Seille de Beaume, que nace en el valle ciego de Baume-les-Messieurs, en Nevy-sur-Seille. Desde allí atraviesa los viñedos del departamento del Jura, regando los municipios de Nevy-sur-Seille, Voiteur y Arlay, antes de llegar a la llanura agrícola de Bletterans. A continiación pasa por Louhans y el área de Bresse en el departamento de Saône-et-Loire, y finalmente desemboca en el Saône en La Truchère, a pocos kilómetros al sur de Tournus. Cerca de su desembocadura, el Seille forma una red de 3047 hectáreas de estanques, dunas y ciénagas, que constituyen un hábitat para un gran número de aves migratorias, incluidas especies en peligro de extinción y especies vegetales raras.
El curso alto del Seille es un tranquilo arroyo truchero que a veces se desborda en primavera. El curso bajo, también propenso a importantes inundaciones, es navegable a lo largo de 39 kilómetros desde Louhans hasta La Truchère; allí se pueden encontrar siluros que habitan el río desde los años 60 y que ocasionalmente llegan a ser muy grandes. El río es conocido por tener, en los años 80, las mayores capturas de siluro de Francia (récord: 2,20 m, 66 kg).
"En el Seille no pasa gran cosa y ese es su especial encanto. Atraviesa una campiña cerrada y ondulada, con pocos pueblos y poco más en sus orillas que campos, árboles y vacas. Apenas hay tráfico, sólo tiene cuatro esclusas viejas y cansadas y está maravillosamente libre de las molestias de la carretera o el ferrocarril que a menudo rompen la paz en otros lugares. El Seille es un lugar aparte, aislado del ruidoso mundo que lo rodea, casi olvidado y poco conocido". Hart Massey, Viajes con Lionel: Una pequeña barcaza en Francia (1988), pág. 151.
La cuenca del Seille tiene una extensión de 2.300 km², con unos 600 km de cursos de agua en tres departamentos: Jura, Saône-et-Loire y Ain, por lo que se encuentra en tres regiones administrativas. El Sindicato Mixto del Saona y del Doubs estableció en 2002 un contrato fluvial para la cuenca del Seille, con la ayuda financiera de los consejos regionales y generales, la Agencia del Agua y el Estado. El contrato se refiere a la calidad del agua y a la inundación de zonas residenciales, que puede afectar a más de treinta municipios: las tres regiones más afectadas son el área metropolitana de Louhans, Bletterans y Voiteur.
El Solnan y el Sâne Vive se encuentran entre sus afluentes.